# Zamek w Rożniatowie
Zamek w Rożniatowie, zwany również Zamkiem Skarbka – zamek obronny w osadzie typu miejskiego Rożniatow (hromada Rożniatow, rejon kałuski, obwód iwanofrankiwski) na Ukrainie.

## Historia
W południowo-zachodniej części Rożniatowa, na wzgórzu (obecnie teren rejonowego komisariatu policji), znajduje się budynek o charakterze pałacowym. Obok niego znajdują się strome zbocza wzgórza, na których widoczne są pozostałości dawnego dużego zbiornika wodnego, który pełnił funkcję naturalnej obrony, a także resztki fos.
Badacz Kamil Barański w swojej pracy wspominał, że „w XV w. istniał zamek, który miał trzy wieże, a wokół niego fosy z wodą, wały i lochy”. W pracy Oresta Maciuka zaznaczono, że zamek był „zorientowany na północ-południe, po stronach północno-wschodnich wały, a po północnych – fragment bastionu”. O lokalizacji twierdzy pisał Alfred Vajda w dodatku do czasopisma „Słowo polskie” (1925), że „między Kałuszem a Doliną istniała osada Stare Siolo z obronnym zameczkiem, który swego czasu oblegały oddziały tatarskie”. Do dziś nie ustalono inicjatora i fundatora budowy zamku.
Jesienią 1648 roku, podczas powstania Chmielnickiego, miejscowa ludność zaatakowała zamek w Rożniatowie. Szczegóły tych wydarzeń opisuje pozew sądowy Samuela Poniatowskiego, sporządzony w marcu 1649 r. W pozwie mowa o tym, że „miejscowi Rusini”, zgromadziwszy trzy-cztery tysiące ludzi, najpierw splądrowali dwór Poniatowskiego w Swaryczowie, a następnie ruszyli do zamku w Rożniatowie, gdzie szlachta zwoziła swój dobytek. Szlachta, zdając sobie sprawę z niemożliwości obrony, w pośpiechu uciekła, zostawiając majątek. Dogoniwszy uciekinierów, zbuntowani chłopi „wielką liczbę szlachty wybili, zamordowali i ograbili”. Zamek nie został zniszczony, ponieważ zdobyto go bez oporu. O tym wydarzeniu wspominał również polski historyk Władysław Łoziński.
W 1650 r. Kozacy i chłopi spalili twierdzę, którą później odbudowano. W październiku 1672 r., podczas pościgu za obładowanym zdobyczą wielkim oddziałem chana tatarskiego Selima Gireja, hetman wielki koronny Jan III Sobieski wysłał posłańców do zamku w Rożniatowie, aby administracja zamkowa zorganizowała mieszkańców do zasadzki w lasach bodnarowskich.
W XVII i XVIII w. właścicielem Rożniatowa i zamku był koniuszy wielki koronny, wojewoda bracławski Jan Aleksander Koniecpolski z żoną Elżbietą, z domu Rzewuską. Po ich śmierci zamek przeszedł w ręce wojewody podolskiego Wacława Rzewuskiego.
Od 1830 r. w zamku mieszkał hrabia Stanisław Skarbek, mecenas kultury, fundator Teatru Skarbkowskiego we Lwowie (obecnie Narodowy Akademicki Ukraiński Teatr Dramatyczny im. Marii Zańkowieckiej). Wiadomo, że organizował w zamku przedstawienia teatralne. W pierwszej połowie XIX w. z jego inicjatywy zamek w Rożniatowie przebudowano na pałac. Nowy budynek wzniesiono w stylu neogotyckim z motywami fortyfikacyjnymi, w których można dostrzec wysoką, kwadratową w planie wieżę (donżon) przylegającą do okrągłej baszty z machikułami. Na dziedzińcu ogrodnicy stworzyli duży park dendrologiczny. Z czasem twierdza straciła funkcje obronne. Pod zamkiem znajdowały się dwa przejścia, które prowadziły do uroczyska Batyn i do klasztoru Bazylianów.
Na początku XX w. w pałacu mieścił się sąd powiatowy, a po II wojnie światowej pałac uległ zmianom: górna część wieży została rozebrana, zachował się jedynie fragment pierwszego piętra.
W Dziale Rękopisów Lwowskiej Narodowej Naukowej Biblioteki Ukrainy im. Wasyla Stefanyka przechowywany jest „Inwentarz klucza Rożniatowskiego na gruncie zweryfikowany Аno Dni 1759”, odnaleziony przez historyka i konserwatora zabytków Aleksandera Czołowskiego. Z dokumentu wynika, że „zamek był otoczony wałami ziemnymi, a na obwodzie linii obronnych znajdowały się umocnienia: brama wjazdowa, furtka, kamienna wieża i rondel (baszta). Na dziedzińcu zamkowym były pomieszczenia mieszkalne i gospodarcze: drewniana rezydencja, budynek o nieznanym przeznaczeniu, spichlerz na trzy zasieki, z sienią i altanką nad nim, piekarnia, wozownia i stajnia. A na dole pod zamkiem znajdował się budynek folwarczny”. Zatem budowla obronna była drewniano-ziemna i miała kombinowane umocnienia wieżowo-ścienne i proto-bastionowe.
Na mapie Friedricha von Miga, wydanej w latach 1779–1782, można dostrzec sześć obiektów dziedzińca zamkowego (most, brama wjazdowa, wieża, rondel, rezydencja i synik – prawdopodobnie sygnaturka), które zostały opisane we wspomnianym inwentarzu.